# 宜人左郡
宜人左郡，中国南北朝时设置的郡。
南朝齐武帝永明八年（490年）之前置宜人左郡，属郢州。治所在湖北省东部长江北之地。永明六年（488年），齐朝以前宁朔将军田驴王为试守宜人左郡太守。南梁、南陈废宜人左郡。